# 남성훈
남성훈(南星薰, 본명: 권성준, 본래 1945년 2월 13일 음력 1945년 1월 1일 ~ 2002년 10월 18일)은 대한민국의 배우이다.

## 생애
- 1965년 연극배우로 첫 데뷔하였고 이듬해 1966년 MBC 라디오 드라마에 첫 출연 후 같은 해 1966년 CBS 기독교방송 7기 성우로 데뷔하였으며 그로부터 2년 후 1968년 TBC 동양방송 7기 공채 탤런트로 선발되어 정식 데뷔하였다.

- 1971년 동양방송 금요연속극 《그림자》,  1972년 동양방송 토요연속극 《망향》에 연달아 출연하며 배우로서 자신의 입지를 굳혔다.

- 1978년 당시 인기 수사극 MBC 《수사반장》에 남 형사역으로 투입되면서 배우로써 확고한 이미지를 얻으며, 그 후 《사랑과 야망》, 《배반의 장미》, 《모래시계》, 《목욕탕집 남자들》등 당대 최고의 드라마에도 대거 출연하였다.

- 2002년 10월 18일 다발성 신경계 위축증으로 사망하였다.(향년 57세)

## 학력
- 고등학교 1963년 2월 졸업
- 서라벌예술대학 연극영화학과

## 출연작

### 드라마
- 1972년 TBC 토요드라마 《망향》
- 1972년 KBS 대하드라마 《임진왜란》 ... 이이첨 역
- 1978년 MBC 주간드라마 《수사반장》... 남형사 역할
- 1979년 MBC 일일연속사극 《안국동 아씨》
- 1980년 MBC 주간드라마 《전원일기》 ... 강성택 역
- 1980년 MBC 8.15특집극 《의친왕》 ... 이완용 역
- 1981년 MBC 정치드라마 《제1공화국》 ... 조재천/최인규 역
- 1982년 MBC 대하드라마 《거부실록 - 이용익》
- 1983년 MBC 일일연속극 《간난이》
- 1986년 MBC 수목드라마 《첫사랑》 ... 재천 역
- 1986년 MBC 어린이드라마 《꾸러기》
- 1987년 MBC 주말연속극 《사랑과 야망》 ... 박태준 역
- 1988년 MBC 특집드라마 《침묵의 도시》
- 1988년 MBC 미니시리즈 《거리의 악사》
- 1988년 MBC 미니시리즈 《내일이 오면》 ... 지일수 역
- 1988년 MBC 미니시리즈 《인간시장》
- 1989년 MBC 주말연속극 《유산》 ... 김경수 역
- 1989년 MBC 정치드라마 《제2공화국》 ... 최인규 역
- 1990년 MBC 주말연속극 《배반의 장미》 ... 이민수 역
- 1991년 MBC 특별기획드라마 《여명의 눈동자》 ... 백인수 역
- 1991년 SBS 아침연속극 《고독의 문》 ... 인섭 역
- 1991년 SBS 개국특집극 《길》
- 1992년 SBS 월화드라마 《비련초》 ... 백경훈 역
- 1992년 SBS 아침연속극 《가을 여자》 ... 상민 역
- 1992년 SBS 창사특집극 《어디로 가나》
- 1993년 KBS1 특집드라마 《옛날 나 어릴 적에》
- 1993년 SBS 주말극장 《산다는 것은》 ... 장윤하 역
- 1993년 MBC 아침드라마 《자매들》 ... 병섭 역
- 1993년 SBS 특집드라마 《소망》
- 1993년 SBS 월화드라마 《결혼》
- 1994년 MBC 수목드라마 《야망》 ... 정조 역
- 1994년 KBS2 아침드라마 《창 밖에 부는 바람》
- 1994년 SBS 월화드라마 《작별》
- 1995년 SBS 미니시리즈 《모래시계》 ... 장도식 역
- 1995년 MBC 수목드라마 《숙희》 ... 김성훈 역
- 1995년 SBS 드라마 스페셜 《째즈》 ... 강봉수 역
- 1995년 MBC 특별기획드라마 《전쟁과 사랑》
- 1995년 KBS2 주말연속극 《목욕탕집 남자들》 ... 희수 역
- 1995년 KBS1 대하드라마 《찬란한 여명》 ... 민승호 역
- 1996년 SBS 드라마 스페셜 《8월의 신부》 ... 석호 역
- 1996년 KBS2 수목드라마 《머나먼 나라》
- 1996년 MBC 아침드라마 《길 위의 여자》 ... 명신 역
- 1997년 MBC 미니시리즈 《의가형제》 ... 강릉병원 신경외과 과장 겸 진료부장 이문호 역
- 1997년 MBC 미니시리즈 《별은 내 가슴에》 ... 준희의 큰아버지 역
- 1997년 SBS 일일연속극 《행복은 우리 가슴에》 ... 김명직 역
- 1997년 MBC 미니시리즈 《불꽃놀이》 ... 윤회장 역
- 1997년 SBS 드라마 스페셜 《장미의 눈물》 ... 김중만 역
- 1997년 SBS 주말극장 《이웃집 여자》 ... 이정식 역
- 1997년 MBC 수목드라마 《영웅신화》 ... 최윤필 역
- 1998년 KBS1 아침드라마 《TV소설 너와 나의 노래》 ... 정 군수 역
- 1998년 SBS 창사8주년 특별기획드라마 《백야 3.98》 ... 국가안전기획부장 역 마지막 출연

### 영화
- 1970년 《뒷골목 오번지》 (장일호 감독)
- 1970년 《일요일 밤과 월요일 아침》 (최인현 감독)
- 1971년 《토요일 오후》 (김기 감독)
- 1971년 《어느 여도박사》 (김인수 감독)
- 1973년 《장안 명기 오백화》 (임권택 감독)
- 1976년 《학도의 용군》 (최하원 감독)
- 1976년 《여수 대탈옥》 (장일호 감독) ...일국 역
- 1976년 《맨주먹의 소녀들》 (김영효 감독)
- 1978년 《흙》 (김기영 감독)
- 1981년 《초대받은 사람들》 (최하원 감독)
- 1986년 《뛰는 자 나는 자》 (심재석 감독)
- 1987년 《영웅 돌아오다》 (조금환 감독)
- 1987년 《독불장군》(김기풍 감독) : 주연인 독불장군(전영록)에게 간첩활동을 하는 한국군 장교가 소식이 끊어진 것 같고, 인민군이 패전이 짙자 계획을 세우고 있는 것 같으니 알아보라고 지시하는 국군 장교를 연기함.
- 1987년 《사노》 (엄종선 감독) ... 유성호 역
- 1988년 《사랑의 낙서》(심재석, 1988) ... 삼촌 역
- 1989년 《바이오맨》(조명화, 김청기 감독) ... 영일 역
- 1989년 《크라이막스 원》(엄종선 감독) ... 남편 역
- 1990년 《마지막 남자의 모습》 (노세한 감독) ... 신영하 역
- 1990년 《'90 벌레먹은 장미》 (노세한 감독) ... 준태 역
- 1991년 《하나님이 어디 있어요》 (최창규 감독)
- 1994년 《거꾸로 가는 여자》 (오영석 감독) ... 나기자 역
- 1998년 《세븐틴》 (정병각 감독) ... 예진 부 역 마지막 출연

### 광고
- 1983 겔포스 - 홍도
- 1983 겔포스 -기차편
- 1984 겔포스 - 브리핑
- 1991 대우자동차 에스페로
- 1991 팜 스프링 (feat 허윤정)
- 1993 두리방 - 태극권

## 수상
- 1987년 MBC 연기대상 남자 최우수연기상
- 1988년 제24회 백상예술대상 TV부문 인기상

## 일화
남성훈은 수사반장에서 장기간 경찰관으로 열연한 결과 경찰청에서 그를 명예경위로 임관시켰다.